# Amanda Ripley
Amanda Ripley McClaren detta Amy è un personaggio immaginario del franchise Alien e dell'universo fantascientifico ad esso collegato. Amanda, figlia di Ellen Ripley protagonista della serie di film,  fa il suo debutto nel director's cut di Aliens - Scontro finale (1986) per poi riapparire in seguito come protagonista del videogioco Alien: Isolation (2014) e dell'omonima serie Alien: Isolation-The Digital Series, ambientate quarantadue anni prima degli eventi del film.

## Biografia del personaggio
Amanda fu concepita durante una sosta tra viaggi interstellari. Sebbene fosse contrario al regolamento della Weyland-Yutani, a sua madre fu permesso di portare a termine la gravidanza. Secondo il romanzo  Alien: Out of the Shadows, il padre di Amanda abbandonò la famiglia quando ella aveva tre anni. Ellen le promise di tornare in tempo per il suo undicesimo compleanno.
In Alien: Isolation, Amanda Ripley è un ingegnere impiegata dalla Weyland-Yutani. Viene avvicinata dall'androide Christopher Samuels che la informa che è stata trovata la scatola nera del Nostromo, la nave che scomparve insieme a sua madre, e che si trova sulla stazione spaziale Sevastopol. Credendo che la scatola nera darà una risposta alle sue domande, Amanda accetta un posto nel gruppo di recupero, viaggiando sulla nave W-Y Torrens.
Secondo Aliens, Amanda si sposò, assumendo il cognome McClaren, ma non ebbe figli. Morì di cancro nel 23 dicembre, 2177,  fu cremata e seppellita nel Westlake Repository.

## Concezione e sviluppo
Una scena tagliata da Aliens - Scontro finale, che fu successivamente inclusa nelle versioni DVD del film,  rivela che Ellen Ripley ha una figlia, Amanda, che durante gli eventi di Alien aveva dieci anni.  Diventata adulta, Amanda si sposa (assumendo il cognome McClaren) e muore durante i 57 anni di criostasi di sua madre, avvenuta tra gli eventi dei primi due film. Nella scena viene mostrata a Ellen Ripley una foto di Amanda già anziana; nella scena la foto ritrae la madre dell'attrice Sigourney Weaver, Elizabeth Inglis. La scena fu tagliata su insistenza della 20th Century Fox, preoccupata per la durata eccessiva del film. Weaver si arrabbiò alla rimozione della scena che considerava importante per lo sviluppo del personaggio di Ellen Ripley, contribuendo ad attribuirle il ruolo di madre protettiva che Ripley evidenzia nei confronti del personaggio di Rebecca "Newt" Jorden.
Dagli sviluppatori del gioco Alien: Isolation, fu subito dato per scontato che il protagonista sarebbe stato una donna, e durante le prime fasi di produzione fu utilizzato un manichino dalle fattezze femminili. Solo successivamente fu deciso di incorporare nel gioco il personaggio di Amanda.
Gli artisti intendevano rappresentare Amanda riproponendo alcuni tratti della personalità di sua madre, pur mantenendone una sua distinta. Un esempio di ciò è la determinazione, ereditata dalla madre, sebbene Amanda risulti più emotivamente fredda di quest'ultima. Il personaggio fu realizzato attraverso la tecnica del motion capture, con l'obbiettivo di incrementare il suo realismo.

## Altre apparizioni
Oltre ad un piccolo cameo nella miniserie a fumetti Aliens: Defiance, Amanda Ripley torna protagonista nella miniserie in 4 uscite Aliens Resistance (pubblicata dalla Dark Horse dal 23 gennaio al 8 Maggio 2019 ed edita in Italia dalla SaldaPress in 2 albi usciti il 27 febbraio ed il 7 maggio 2020). La storia di Aliens Resistance, scritta da Brian Wood ed illustrata da Robert Carey, è ambientata nel 2140 (cioè 18 anni dopo la scomparsa di Ellen Ripley in seguito al disastro della Nostromo). La storia poi continuò con le 4 uscite della miniserie Aliens: Rescue (pubblicata dalla Dark Horse dal 24 luglio al 23 ottobre 2019 ed edita in Italia dalla SaldaPress in 2 albi usciti il 18 giugno ed il 16 luglio 2020).